# كليوباترا الخيميائية
كليوباترا الخيميائية هي خيميائية ومؤلفة وفيلسوفة إغريقية مصرية، يُرجح أنها عاشت في القرن الثالث الميلادي. كانت لها تجارب في الخيمياء العملية، كما اشتهرت بأنها واحدة من أربع نساء خيميائيات توصلن إلى تحضير حجر الفلاسفة. وتعتبر مبتكرة الأنبيق، وهو واحد من أقدم الأدوات التي استُخدمت في الكيمياء التحليلية.
لا يُعرف على وجه التحقيق تاريخا ولادة كليوباترا الخيميائية ولا تاريخ وفاتها، لكن المعروف أنها عملت بالإسكندرية في القرن الثالث أو الرابع الميلادي، وتنتمي إلى مدرسة الخيمياء التي تمثلها مريم اليهودية وكوماريوس، والتي كان أفرادها يستخدمون معدات معقدة للتقطير والتسامي.